# Dimitri Jepihhin
Dimitri Jepihhin (Tallinn, 28 ottobre 2005) è un calciatore estone, attaccante dell'AS Trenčín e della nazionale estone.

## Carriera

### Club
Cresciuto nel settore giovanile del Nõmme United, ha debuttato in prima squadra il 16 maggio 2021 nell'incontro di Esiliiga vinto 6-1 contro il Tammeka Tartu U21. Nel 2023 è stato acquistato dal Paide, che lo ha inizialmente assegnato alla propria seconda squadra in seconda divisione.
Promosso stabilmente nel 2024, ha fatto il suo esordio in Meistriliiga il 3 marzo nell'incontro vinto 3-0 contro il Pärnu trovando subito la via del gol. Il 21 febbraio 2025 è stato acquistato a titolo definitivo dall'AS Trenčín.

### Nazionale
Ha giocato con le nazionali giovanili estoni Under-15, Under-17, Under-18, Under-19 ed Under-21.
Ha debuttato con la nazionale maggiore il 6 giugno 2025 nell'incontro di qualificazione per il campionato mondiale 2026 perso 3-1 contro Israele.

## Statistiche

### Presenze e reti nei club
Aggiornato al 6 giugno 2025.
| Stagione        | Squadra         | Campionato      | Campionato | Campionato | Coppe nazionali | Coppe nazionali | Coppe nazionali | Coppe continentali | Coppe continentali | Coppe continentali | Altre coppe | Altre coppe | Altre coppe | Totale | Totale | Totale |
| Stagione        | Squadra         | Comp            | Pres       | Reti       | Comp            | Pres            | Reti            | Comp               | Pres               | Reti               | Comp        | Pres        | Reti        | Pres   | Reti   |        |
| --------------- | --------------- | --------------- | ---------- | ---------- | --------------- | --------------- | --------------- | ------------------ | ------------------ | ------------------ | ----------- | ----------- | ----------- | ------ | ------ | ------ |
| 2021            | Nõmme United    | EL              | 7          | 4          | CD              | 0               | 0               | -                  | -                  | -                  | -           | -           | -           | 7      | 4      |        |
| 2022            | Nõmme United    | EL              | 27         | 6          | CD              | 1               | 0               | -                  | -                  | -                  | -           | -           | -           | 28     | 6      |        |
| 2023            | Paide U21       | EL              | 9          | 2          | -               | -               | -               | -                  | -                  | -                  | ES          | 0           | 0           | 9      | 2      |        |
| 2023            | Paide           | ML              | 0          | 0          | CD              | 4               | 1               | -                  | -                  | -                  | -           | -           | -           | 4      | 1      |        |
| 2024            | Paide           | ML              | 33         | 8          | CD              | 2               | 0               | UECL               | 6                  | 0                  | -           | -           | -           | 41     | 8      |        |
| feb.-giu. 2025  | AS Trenčín      | SL              | 10         | 2          | CS              | 0               | 0               | -                  | -                  | -                  | -           | -           | -           | 10     | 2      |        |
| Totale carriera | Totale carriera | Totale carriera | 86         | 22         |                 | 7               | 1               |                    | 6                  | 0                  |             | -           | -           | 99     | 23     |        |

### Cronologia presenze e reti in nazionale
| Cronologia completa delle presenze e delle reti in nazionale ― Estonia | Cronologia completa delle presenze e delle reti in nazionale ― Estonia | Cronologia completa delle presenze e delle reti in nazionale ― Estonia | Cronologia completa delle presenze e delle reti in nazionale ― Estonia | Cronologia completa delle presenze e delle reti in nazionale ― Estonia | Cronologia completa delle presenze e delle reti in nazionale ― Estonia | Cronologia completa delle presenze e delle reti in nazionale ― Estonia | Cronologia completa delle presenze e delle reti in nazionale ― Estonia |
| Data                                                                   | Città                                                                  | In casa                                                                | Risultato                                                              | Ospiti                                                                 | Competizione                                                           | Reti                                                                   | Note                                                                   |
| ---------------------------------------------------------------------- | ---------------------------------------------------------------------- | ---------------------------------------------------------------------- | ---------------------------------------------------------------------- | ---------------------------------------------------------------------- | ---------------------------------------------------------------------- | ---------------------------------------------------------------------- | ---------------------------------------------------------------------- |
| 6-6-2025                                                               | Tallinn                                                                | Estonia                                                                | 1 – 3                                                                  | Israele                                                                | Qual. Mondiali 2026                                                    | -                                                                      | 81’                                                                    |
| Totale                                                                 |                                                                        | Presenze                                                               | 1                                                                      |                                                                        | Reti                                                                   | 0                                                                      |                                                                        |

## Palmarès

### Club

#### Competizioni nazionali
- Supercoppa d'Estonia: 1

Paide: 2023